# Собор Пресвятой Девы Марии Гваделупской (Бас-Тер)
Собор Пресвятой Девы Марии Гваделупской (фр. Cathédrale Notre-Dame-de-Guadeloupe) — кафедральный собор епархии Бас-Тера.
Территория была отдана губернатором капуцинам в 1673 году, на которой находились часовня и монастырь, посвящённые Франциску Ассизскому. В 1674-1679 гг была возведена церковь, впоследствии разрушавшаяся несколько раз. В 1736 году началось строительство современного собора. Здание построено в стиле барокко, типичном для иезуитов в XVI-XVII вв. Позади собора построена отдельно стоящая колокольня. На фасаде установлены статуи: над главным входом — Девы Марии Гваделупской, по бокам — апостолов Петра и Павла.
В 1850 году были созданы епархии Гваделупы, Мартиники и Реюньона, и церковь Святого Франциска была освящена как собор, посвященный Деве Марии Гваделупской. В 1877 году собору присвоен ей титул малой базилики.
Собор получил статус исторического памятника в 1975 году, а колокольня — в 2006 году.
В декабре 2018 года в соборе установлена система органов.

## Галерея

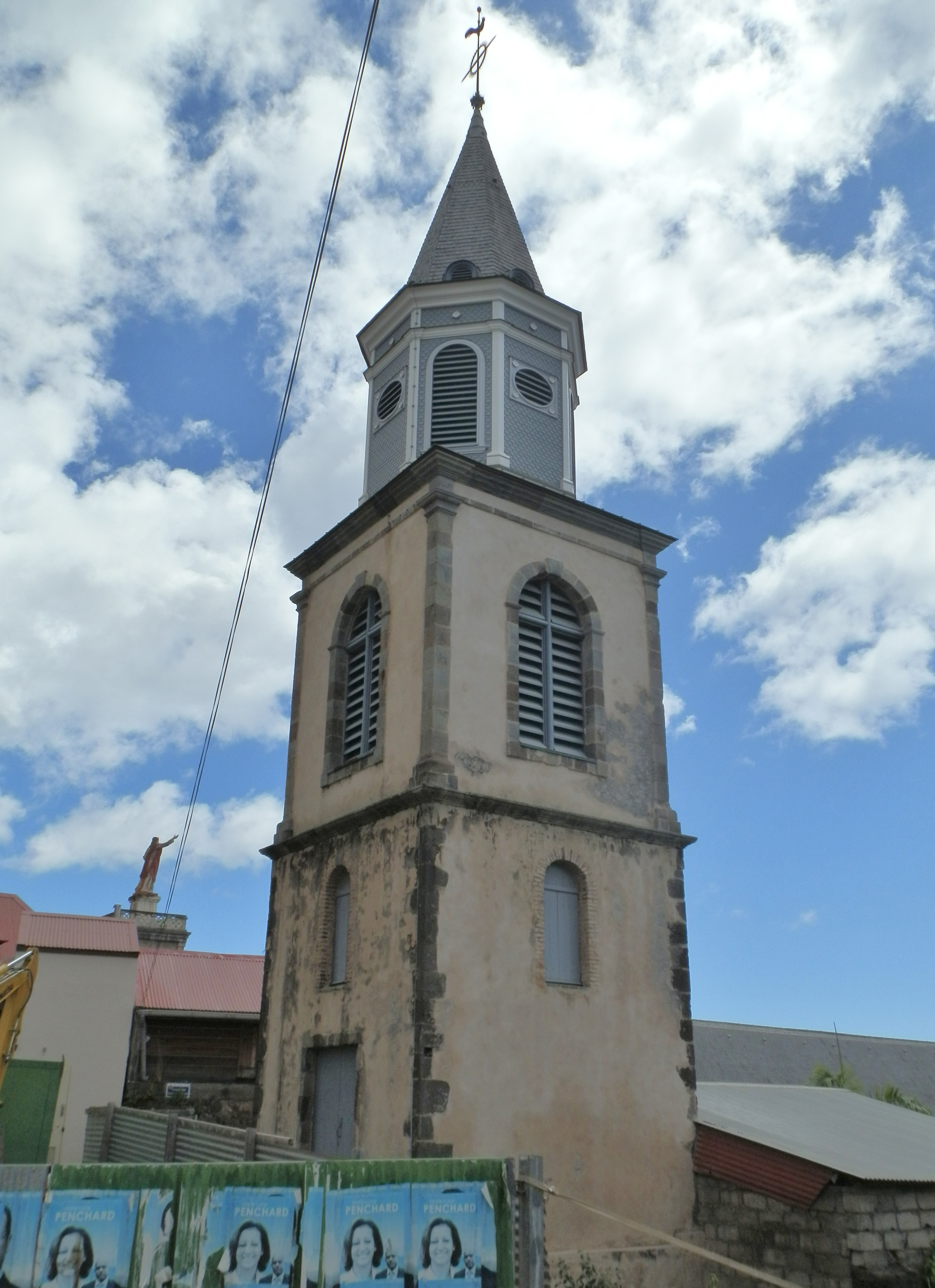
Колокольня
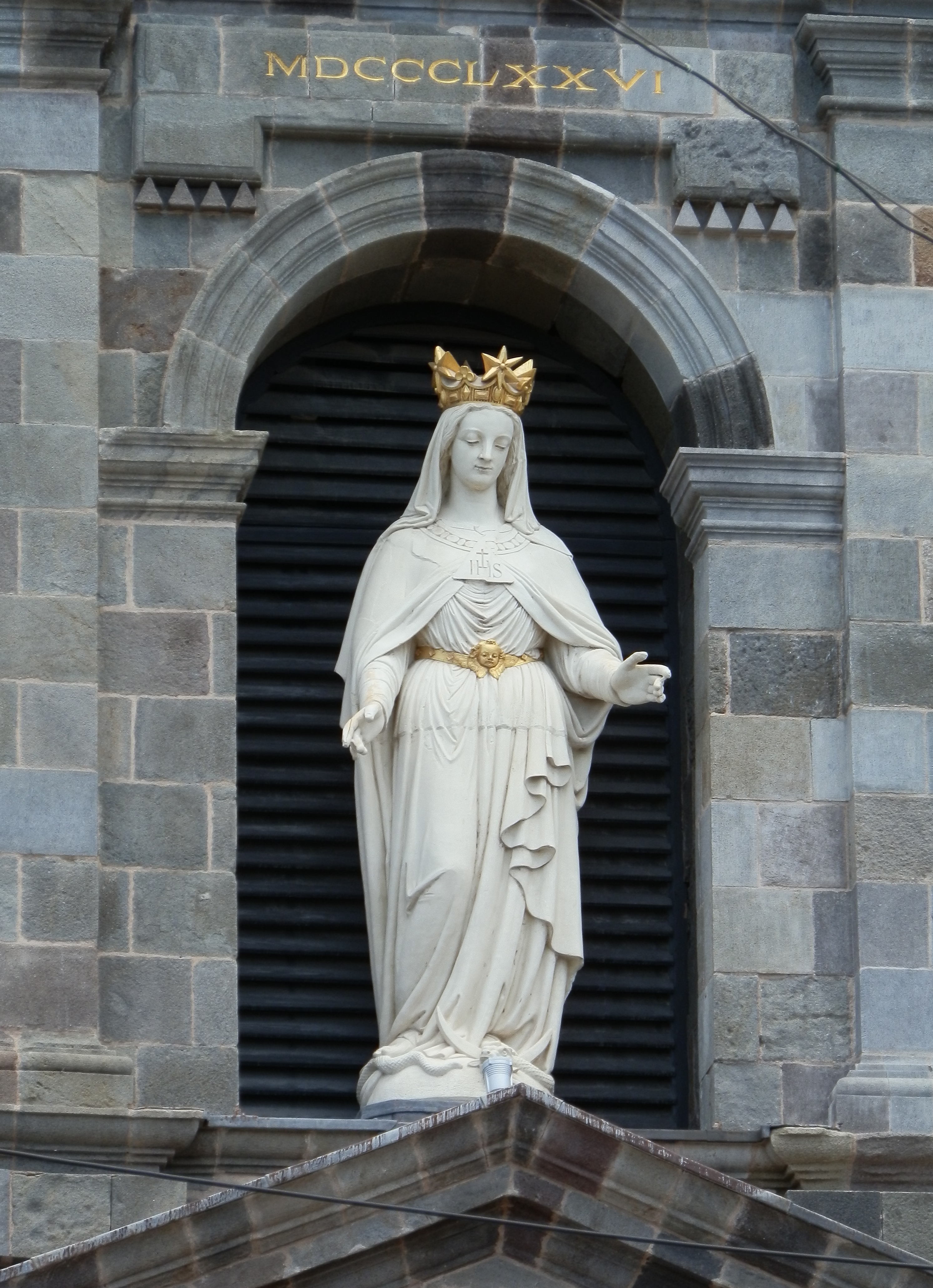
Статуя Девы Марии Гваделупской
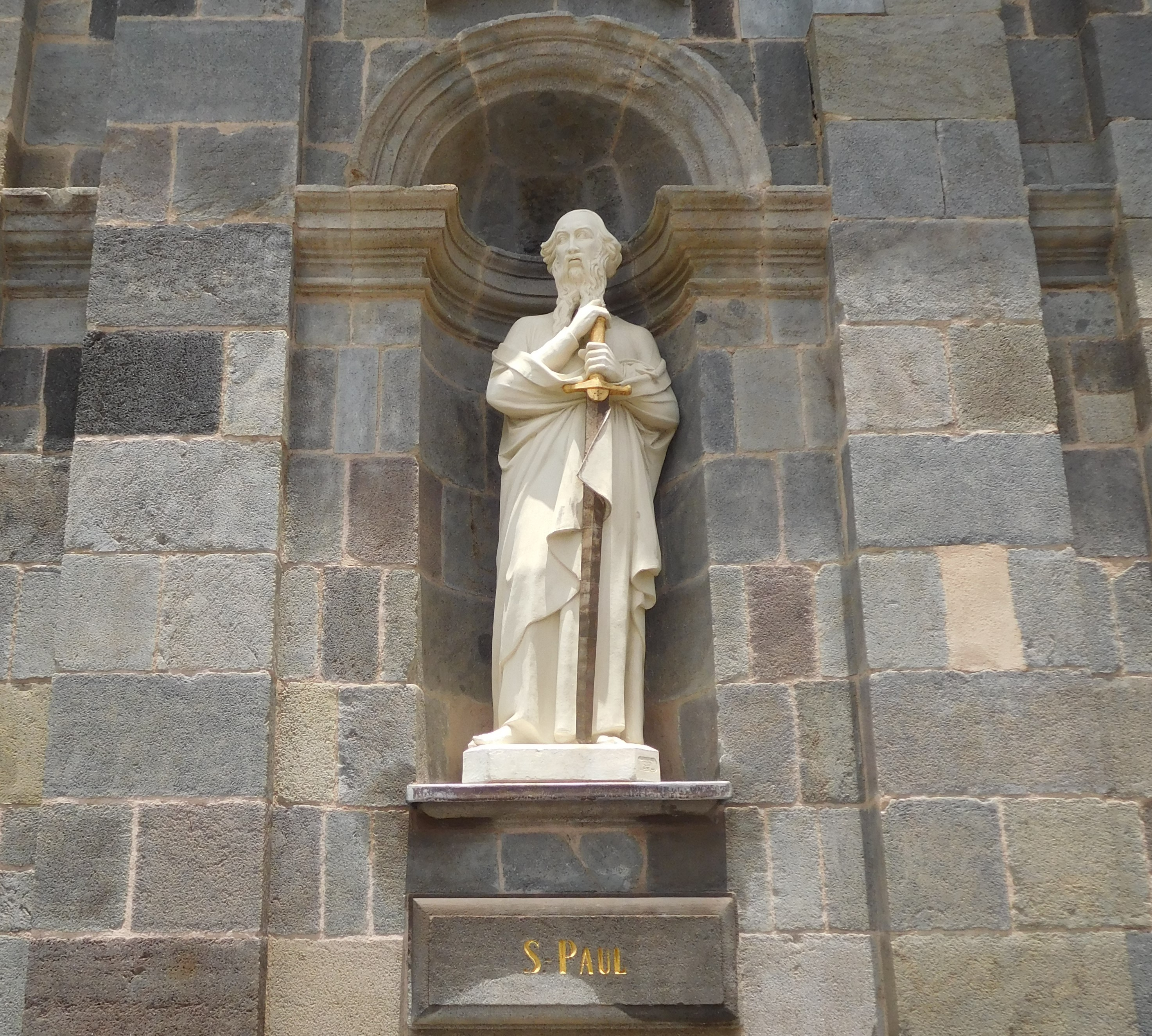
Статуя Апостола Павла
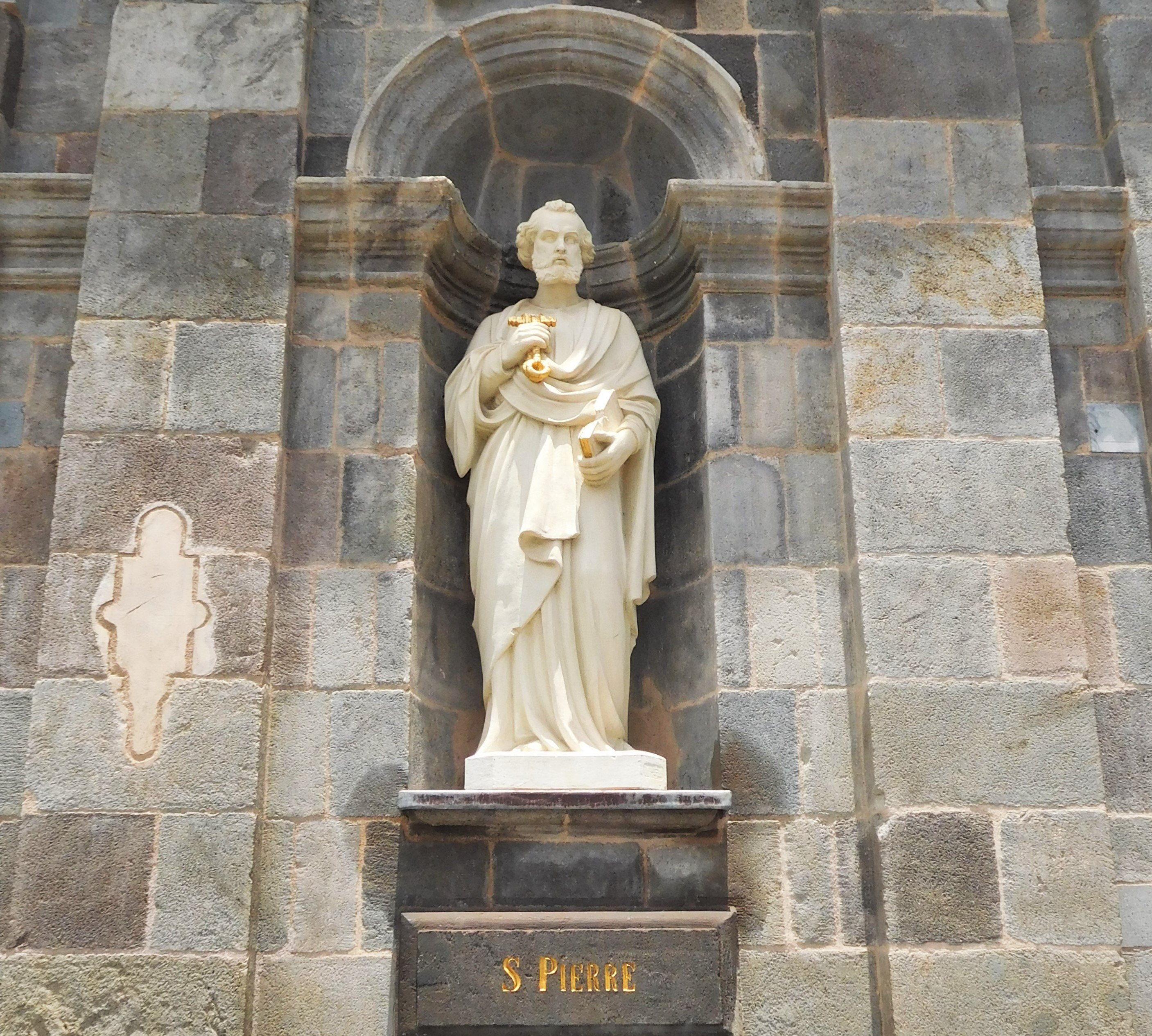
Статуя Апостола Петра